# Fågel Blå (biograf)

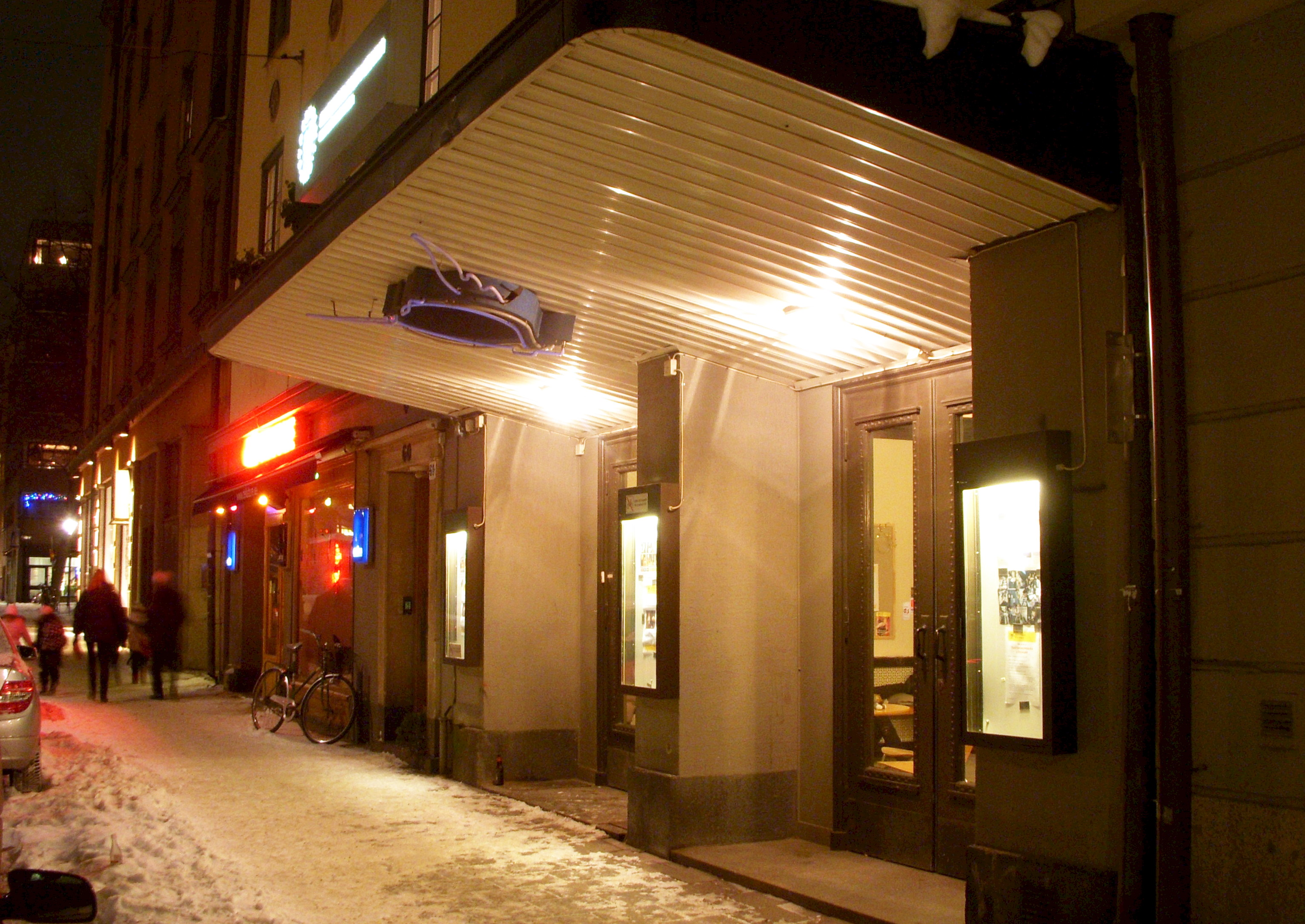
Entrén i november 2010.

Fågel Blå är en biograf på Skeppargatan 60 på Östermalm i Stockholm som öppnade 1926. Biografen hette även Ri-Fågel Blå, Porno Fågel Blå och Fågel Blå med Holken. Mellan 2000 och 2020 fanns Vår Teater i lokalen. Den 1 september 2023 öppnade Fågel Blå på nytt som kvartersbiograf.  

## Historia

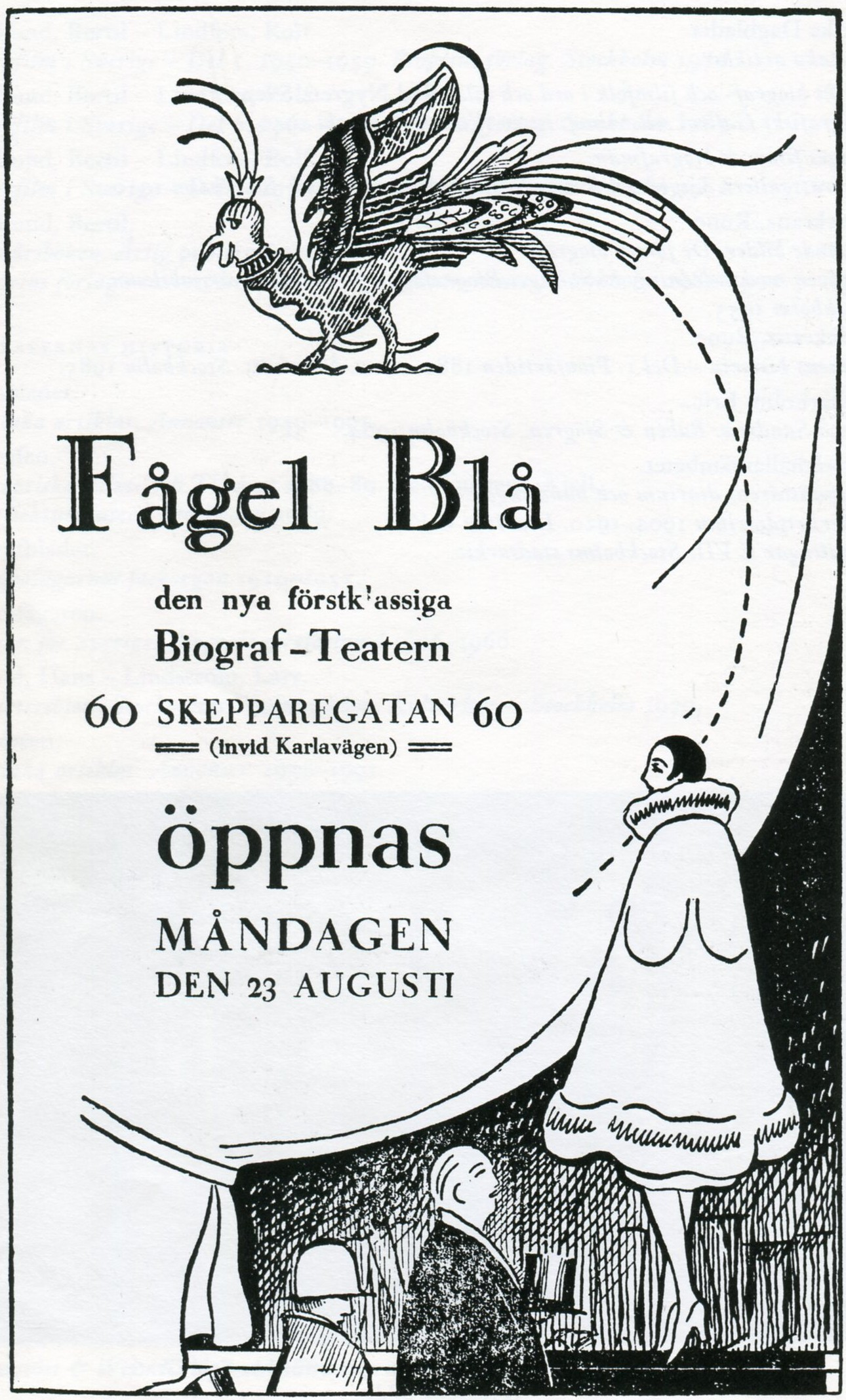
Öppningsannonsen den 23 augusti 1926.

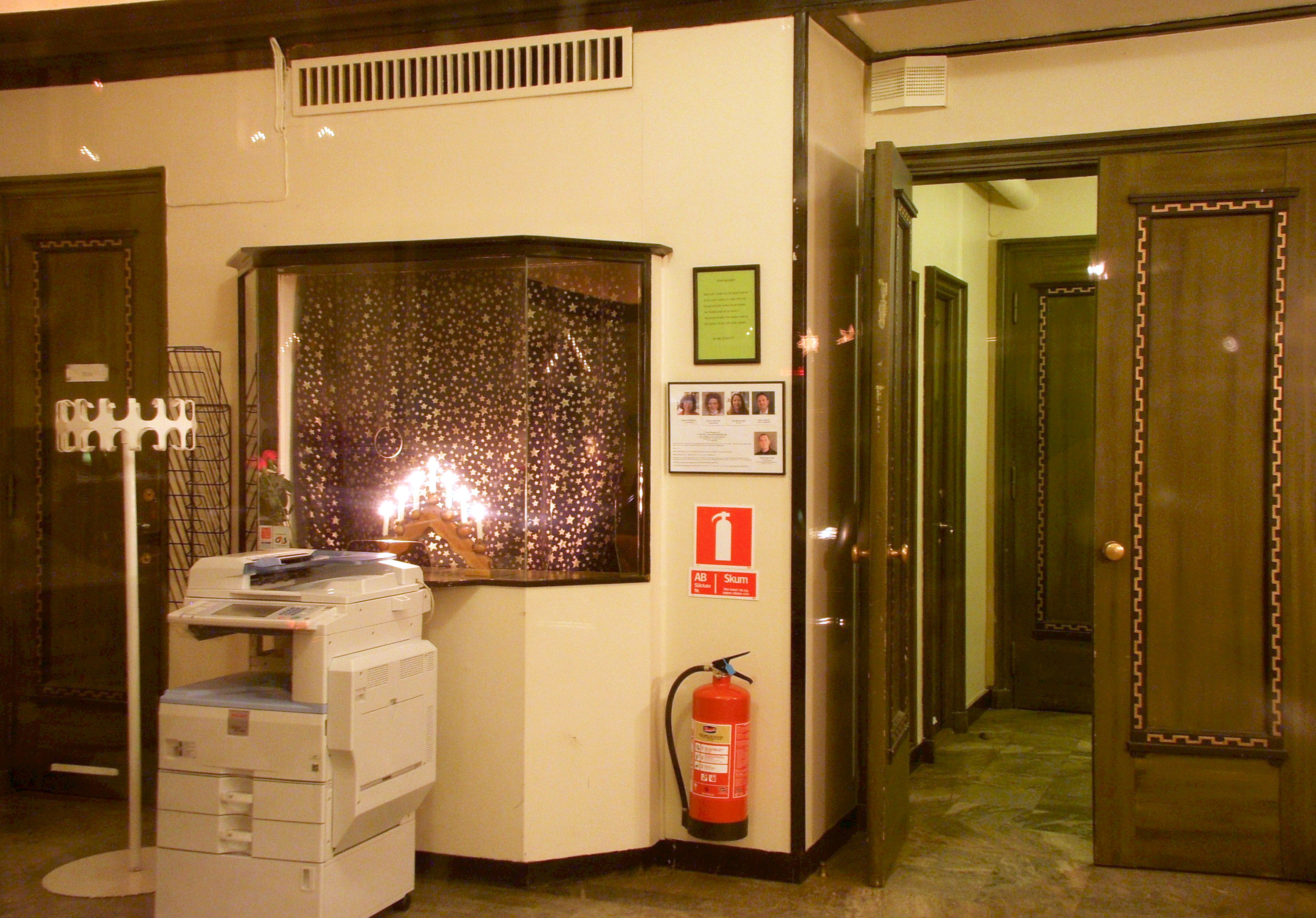
Foajén och biljettkassan 2010.

Fågel Blå hörde vid öppnandet i augusti 1926 till Karl Hjalmar Lundblads biografkedja som kom att kallas Paradenbiograferna. Ovanför entrén löpte en ljusramp. Biografens namn stod skrivet direkt på husfasaden. I öppningsannonsen hette det Den nya förstklassiga Biograf-Teatern.  Ansvarig arkitekt var Josef Östlihn, som samma år även ritade biografen Arcadia vid Birger Jarlsgatan 66. För inredningen stod NK:s biografavdelning. Fågel Blå var ända från starten en typisk kvartersbio. Vid invigningen var det den finaste biografen i hela stadsdelen.
År 1966 övertogs Fågel Blå av Ri-Teatrarna, som använde namnet Ri-Fågel Blå i sina tidningsannonser. Efter sex år avvecklades vanlig filmvisning och porrfilmer började visas under namnet Porno Fågel Blå fram till 1975. Därefter kom åter spelfilmer på programmet och det ursprungliga namnet Fågel Blå återupptogs. 
I december 1980 byggdes lokalerna om till Teater Fågel Blå. 1984 drevs lokalen av Tidningsteatern, och ibland visades även film som regissören och filmimportören Ulf Berggren svarade för.  
På 1990-talet drevs Fågel Blå av Svenska Filminstitutet. Då visades barn- och ungdomsfilm på dagtid och kvalitetsfilm på kvällstid. Till anläggningen hörde även en mindre visningslokal en trappa upp, som fick namnet Holken. 
År 1995 genomförde Ulf Berggren, med hjälp av statliga medel från Boverket,  Länsstyrelsen  och Stockholms stad en ambitiös restaurering av Fågel Blå, som då var sliten och till stora delar övermålad med svart färg. I princip återställdes allt till ursprungligt skick, salongstaket återfick sin ockragula färg och sin ljusramp med kulörta lampor. Väggar och tak målades i 1926 års ursprungliga färgtyper.
1 januari 2000 stängdes filmvisningen på Fågel Blå igen. Anledning var kraftiga hyreshöjningar och att staden skrev kontrakt med det kommunala Vår Teater. Vår Teater Östermalm hade sin scen i gamla Fågel Blå fram till 2020. 
2022 tog filmaren Axel Öhman över lokalen och efter renovering öppnade Fågel Blå åter som biograf den 1 september 2023,nu med bistro och cocktailbar.